# Kou Shibasaki Live Tour 2011 “CIRCLE & CYCLE”
『KOU SHIBASAKI LIVE TOUR 2011 “CIRCLE & CYCLE” 2011.11.28 Tour Final @ NIPPON BUDOKAN』（コウ シバサキ ライブツアー 2011 サークル アンド サイクル 2011.11.28 ツアーファイナル アット にっぽんぶどうかん）は、柴咲コウのライブビデオ。

## 収録曲
1. パラレルワールド・リーディング
2. 愛の輪
3. Graspin' all of it
4. となり
5. 影
6. EUPHORIA
7. ゲノミクロニクル
8. 無形スピリット
9. galaxias!
10. CONNECTION
11. Boys & Girls
12. 無形スピリット -Mugen Loop Remix-
13. JOY
14. ルージュの伝言
15. 最愛
16. ミラーボール
17. 月のしずく
18. 泪月 -oboro-
19. アイネクライネ
20. wish
21. invitation
22. よくある話 〜喪服の女編〜
23. ラバソー 〜lover soul〜
24. Focus
25. フィロソフィア
26. KISSして
27. サヨナラブ